# Méthode à contrôle synthétique
En statistiques et en économétrie, la méthode à contrôle synthétique (en anglais synthetic control method) est une méthode d'inférence causale souvent utilisée en évaluation des politiques publiques. La méthode a été développée par Abadie et Javier Gardeazabal 2003 pour évaluer le coût économique du conflit basque et utilisée par Abadie, Diamond et Hainmueller 2010 pour évaluer la politique de contrôle du tabac en Californie. 
L'idée principale de la méthode consiste à créer un contrôle synthétique à l'unité étudiée pour isoler l'effet d'une politique.